# Савельєв Олексій Віталійович
Олексій Савельєв (рос. Алексе́й Вита́льевич Саве́льев; нар. 10 квітня 1977, Москва, СРСР) — російський футболіст, півзахисник.

## Клубна кар'єра
Олексій Савельєв народився 10 квітня 1977 року в Москві. Вихованець місцевої СДЮСШОР «Торпедо». З 1993 року перебував на контракті з дорослою командою клубу. У 1994 році у футболці «Торпедо» дебютував у російській Прем'єр-лізі. Окрім цього виступав за третьоліговий фарм-клуб москвичів, «Торпедо-д», в складі якого в основному й виступав. У 1997 році перейшов до іншого столичного клубу, ЦСКА. У 2000 та 2001 роках на правах оренди виступав у «Локомотиві-НН» та «Сатурні». З 2002 по 2003 роки виступав у махачкалинському «Анжі».
У 2004 році переїхав до України та підписав контракт з полтавською «Ворсклою». Дебютував за полтавчан 14 березня 2004 року у програному (0:1) виїзному поєдинку 16-го туру вищої ліги чемпіонату України проти маріупольського «Іллічівця». Олексій вийшов на поле в стартовому складі та відіграв увесь поєдинок. Єдиним голом у футболці «Ворскли» відзначився 29 травня 2004 року на 52-ій хвилині нічийного (2:2) домашнього поєдинку 27-го туру вищої ліги чемпіонату України проти луцької «Волині». Савельєв вийшов у стартовому складі, а на 53-ій хвилині його замінив Сергій Онопко. За полтавську команду зіграв 15 матчів (1 гол) у чемпіонаті України. У тому ж 2004 році перейшов до складу «Тобола» з казахської Прем'єр-ліги.
У 2005 році повернувся до Росії. До 2008 року виступав у командах «Локомотив-НН», «Нара-Десна», «Динамо» (Брянськ), «Салют-Енергія», «Динамо» (Воронеж) та «Дмитров».
У 2009 році знову виїхав за кордон, цього разу до Білорусі, де підписав контракт з «Вітебськом» з місцевого чемпіонату. У 2010 році повернувся до Росії та підписав контракт з тверською «Волгою». У складі цього клубу завершив кар'єру футболіста.

## Кар'єра в збірній
Зіграв десять матчів за олімпійську збірну Росії, в яких забив три м'ячі.

## Досягнення
- Прем'єр-ліга
  -  Срібний призер (1): 1998
  -  Бронзовий призер (1): 1999

- Кубок Росії
  -  Фіналіст (1): 2000

## Виступи в єврокубках
- Кубок УЄФА 1996—1997 у складі клубу «Торпедо» (Москва): 4 гри.
- Кубок УЄФА 2000—2001 у складі клубу ПФК ЦСКА (Москва): 1 матч.